# Ribeira de Tourões
A ribeira de Tourões (ou rio Tourões, em espanhol: Turones) é um rio português e espanhol, afluente do rio Águeda.
Nasce na freguesia de Nave de Haver, no concelho de Almeida e desagua nas Arribas do Águeda, perto das localidades portuguesas de Escarigo e Almofala (concelho de Figueira de Castelo Rodrigo) e Puerto Seguro (Espanha). 
Atravessa o centro da vila de Vilar Formoso. Serve de fronteira entre Portugal e Espanha (raia húmida) no troço entre as proximidades de São Pedro do Rio Seco e a sua foz. É atravessado por duas pontes internacionais- uma entre Vale da Mula e Aldea del Obispo e outra entre Escarigo e La Bouza. 
Em Espanha é conhecido como río Turones.
Faz parte da Rede Hidrográfica do Douro, como subafluente do rio Douro.